# Marie Brema
Marie Brema, née Mary Agnes Fehrmann, connue aussi comme Minnie Fehrmann (28 février 1856 – 22 mars 1925) est une mezzo-soprano dramatique, chanteuse de concert, d'opéra et d'oratorios, de la dernière décennie du 19e et de la première décennie du 20e siècle. Elle a créé plusieurs rôles importants, et a été la première chanteuse britannique à apparaître au Festival de Bayreuth.

## Biographie

### Origines et formation
Marie Brema est née à Liverpool d'un père allemand John Fehrmann, originaire de Brême, et d'une mère américaine, Cora Wooster Jarvis. Elle est élevée parmi des personnes qui apprécient la musique et le théâtre, mais n'a pas d'intérêt professionnel dans la musique jusqu'à son mariage en 1874, avec Arthur Frederick Braun.
Elle est encouragée à suivre une formation vocale, ce qu'elle fait quelques années plus tard. Après trois mois d'étude avec George Henschel, elle fait sa première apparition publique, en chantant Ganymed de Schubert dans un concert populaire. Elle est tellement admirée qu'elle continue sa formation avec d'autres professeurs et fait encore des concerts. Ses débuts sur scène ont lieu en 1891 à Oxford dans le rôle d'Adriana Lecouvreur.

### En début de carrière
Le 10 octobre 1891, à l'âge de 35 ans, elle prend son nom de scène, en référence au lieu de naissance de son père. Elle fait ses débuts à l'opéra dans la première représentation anglaise de Cavalleria rusticana de Mascagni, dans le rôle de Lola, au Shaftesbury Theatre à Londres, dirigée par Arditi, et avec Francesco Vignas (en) dans le rôle de Turiddu. Un spectacle est donné devant la Reine Victoria au Château de Windsor en novembre 1891, avec lequel elle obtient un succès, suivi avec un plus grand encore dans Orphée et Eurydice de Gluck la même année.
Shaw voit ses premières apparitions à Londres, par exemple, en mai 1892 dans une représentation bissée du poème Love's Philosophy (en) sur une musique de Hermann Steudner-Welsing et en juillet dans un concert, avec Ellen Terry, Joseph Hollman, etc.
Elle gagne l'admiration de Shaw dans une représentation de Erlkonig de Schubert, mais une fois qu'il l'a découverte, il la trouve insuffisamment souple, sur-spécialisée, avec une couleur vocale fixe en raison de la sur-accentuation du registre inférieur dramatique et lui recommande de permettre plutôt la beauté simple du son dans la partie supérieure de sa voix pour être entendue, quand elle doit prendre une note élevée.
En février 1893, au Royal Albert Hall lors de la représentation de La Rédemption de Gounod, avec Miss Palliser et Watkin, il dit : « Elle a chanté While my watch I am keeping avec une touche vocale plus douce et une approche plus proche du style purement lyrique que j'avais déjà entendu d'elle auparavant », et qu'elle pourrait maintenant devenir le successeur de Belle Cole. En avril 1893, au concert de la Royal Philharmonic Society, avec également Sapellnikoff dans le concerto en mi majeur de Chopin, il dit « En se produisant, en étant énormément dans la veine dramatique, elle se déchaîne positivement à travers la scène de Joachim de Schiller et à travers l'Hymne de la Création de Beethoven, scandalisant l'Orchestre Philharmonique, mais en emportant la multitude. ».
Shaw, qui n'admirait pas Brahms, fait l'éloge de l'ouverture de Marie Brema, de la Harzreise im Winter en février 1894, pour dire le bien qu'il pensait de Goethe, il dit : les paroles ont été « déshumanisées » par Brahms et elle chante sans « twopenn'orth » de sentiment, elle a « mille livres » d'intelligence et de résolution dramatique. Elle a récemment fait une remarquable conquête de l'art du chant. Il avait pensé que sa voix n'allait pas durer cinq ans, mais admet que, maintenant, elle peut durer cinquante. Les signes d'usure et la déchirure ont disparu, et « La note soutenue à la fin est un modèle de gestion vocale. Dans tout pays raisonnablement artistique », a-t-il ajouté, « Miss Brema serait à la poursuite d'une carrière remarquable sur scène au lieu de perdre ses qualités en concert ». Sa recommandation n'est pas perdue, mais les concerts ne l'ont pas perdue.
En 1894, Brema crée la pièce de Evil Spirit dans King Saul d'Hubert Parry au Festival triennal de musique de Birmingham. Au cours de la suite de sa carrière d'opéra, elle continue à chanter fréquemment lors de concerts et d'oratorios dans les festivals de musique en Grande-Bretagne. Elle chante la scène finale du Crépuscule des dieux au concert de Crystal Palace en novembre. La même année, elle chante à Paris de façon magistrale le rôle d'Orphée à l'Opéra-Comique, sous la direction de Léon Carvalho. Charles Lamoureux l’appelle plus tard au Nouveau-Théâtre pour créer le rôle de Brangäne dans Tristan et Yseult.

### Bayreuth, États-Unis et Europe
Elle est ensuite présentée à Cosima Wagner par Hermann Levi, et est invitée à participer au Festival de Bayreuth, où elle chante les rôles d'Ortrud de Lohengrin et Kundry de Parsifal. Elle est la première chanteuse anglaise à y apparaître. Reconnue comme wagnérienne, elle fait sa première tournée aux États-Unis en 1894 avec la compagnie Damrosch et, en plus de ces deux rôles, elle apparaît également dans les rôles de Brangäne dans Tristan und Isolde et Brünnhilde dans La Walkyrie. Sa Brünnhilde est considérée comme particulièrement belle, non seulement pour sa splendide vocalisation, mais aussi pour sa stature et son bel aspect. De retour en Europe, elle interprète ces rôles à Bayreuth et leur ajoute la deuxième Brünnhilde dans Le Crépuscule des dieux et Fricka dans L'Or du Rhin.
Aux États-Unis, Marie Brema chante Brangäne dans un Tristan und Isolde en allemand dans une distribution avec Lillian Nordica dans le rôle d'Isolde, Jean de Reszke Tristan et son frère Édouard le roi Marke, et aussi dans les représentations du cycle de L'Anneau du Nibelung, sous la direction d'Anton Seidl et Felix Mottl. Pendant la saison 1898-99 au Met, elle chante le rôle de Fides dans Le prophète de Meyerbeer avec Reszké et Lilli Lehmann.
À Paris, Berlin et Bruxelles, elle apparaît avec beaucoup de succès dans le rôle de Dalila dans Samson et Dalila de Saint-Saëns, un rôle qui lui va particulièrement bien, comme celui d'Amneris dans Aïda de Verdi.
Lors de la saison 1897 à Covent Garden, dans La Walkyrie, David Bispham (en), Wotan, la surnomme « superb » aux côtés d'Ernest Van Dyck (Siegmund), de Susan Strong et d'Ernestine Schumann-Heink (Fricka). Lors de la saison 1898 toujours à Covent Garden, selon Le Ménestrel, « dans sa grande scène, avec Wotan, au 2e acte, Mme Brema a trouvé des accents de tendresse et de compassion qui n'ont peut être jamais été égalés par aucune autre cantatrice wagnérienne ». Klein l'a classée parmi les plus grands dans la distribution des reprises du Ring conduites par Felix Mottl à Covent Garden de 1898 à 1900.
En 1897, Brema fait partie de ceux qui sont invités à se produire au « State Jubilee Concert » au Palais de Buckingham, où elle chante l'air Plus grand dans son obscurité de La reine de Saba de Gounod. Brema et Bispham chantent encore sur invitation royale à Osborne House peu de temps après.
En 1897, Brema interprète le Wesendonck-Lieder de Wagner, arrangement de Felix Mottl, au Queen's Hall dirigée par Henry Wood lors d'un concert anniversaire de Wagner, le 22 mai et, plus tard, dans le même programme, la scène du suicide de Brünnhilde. Wood aime travailler avec elle et l’appelle « une très grande chanteuse wagnérienne ». Il remarque qu'elle pouvait dramatiser les pièces qu'elle représente sans faire de gestes, et « qu'elle est certainement de style allemand ».
Orfeo /Orphée est resté aussi un rôle important tout au long de sa carrière. En 1898, elle chante Orphée à l'Opéra-Comique, spectacle qui inaugure la direction d'Albert Carré.
En 1898, elle présente La fiancée du timbalier de Saint-Saëns.
En septembre 1900, elle se produit au Three Choirs Festival qui se tient à Hereford, cette année-là. En novembre et décembre, elle apparaît dirigée par Wood dans trois concerts wagnériens spéciaux au Royal Albert Hall, avec des orchestres de 200 membres.

### Gerontius et Elgar
En octobre 1900, au Festival triennal de musique de Birmingham, Marie Brema recrée le rôle de l'ange dans la première représentation de The Dream of Gerontius d'Edward Elgar, avec Edward Lloyd et Harry Plunket Greene, sous la direction de Hans Richter. La représentation n'est pas un grand succès, en partie à cause de la nature difficile et quelque peu révolutionnaire de la composition, et du temps relativement court dont disposaient les artistes pour la préparer. Elle l'interprète de nouveau, cette fois sous la baguette d'Elgar, au Festival de Sheffield en 1902, avec John Coates (en) et David Ffrangcon-Davies (en). Les mêmes solistes donnent la deuxième représentation londonienne de The Dream of Gerontius au Queen's Hall, avec la London Choral Society (The London Chorus (en)) nouvellement formé, en février 1904.
Dans les années suivantes, le rôle de l'Ange est plus souvent joué par la principale contralto anglaise Louise Kirkby Lunn, également célèbre chanteuse wagnérienne, Ortrud, Kundry, Brangäne, Fricka, Erda et Waltraute, Amneris et Dalila, et à bien des égards une successeuse de Marie Brema, mais sans sa gamme pour une Brünnhilde convaincante. En 1903, en écrivant à Brema de sa représentation originale, Elgar écrit : « J'ai, bien sûr, en mémoire votre création fine et intellectuelle du rôle ; et bien que je n'aie jamais pensé que la tessiture vous convenait bien, en tant qu'artiste magnifique, vous l'avez fait très finement. ».

### Fin de carrière
Herman Klein (en), décrivant la scène musicale londonienne vers 1900, note l'absence de grands contraltos nés en Angleterre, à part les trois notables exceptions : Clara Butt, Marie Brema et Louise Kirkby Lunn. Il écrit, de Marie Brema, qu'elle est plus une mezzo-soprano, se distinguant par « son admirable maîtrise de la couleur du son, sa diction sans défaut, et ses nuances infiniment variées d'expression poétique passionnée ».
Brema apparaît de nouveau avec David Bispham (en) dans la première de l'opéra Much Ado About Nothing (opera) (en) (Beaucoup de bruit pour rien) de Charles Villiers Stanford, dans le rôle de Beatrice et Bispham celui de Benedick, dans une distribution comprenant également John Coates (en), Suzanne Adams et Pol Plançon, lors de la saison de 1901 à  Covent Garden.
En 1902, elle chante Brünnhilde, en allemand, à Paris dirigée par Hans Richter.
En janvier 1906, elle vient à Paris avec L'Orchestre symphonique de Londres et trois cents membres du Leeds Festival Chorus (en), qui donnent deux concerts, dirigés par Charles Stanford, au Théâtre du Châtelet. Les solistes qui accompagnent la délégation musicale à Paris sont Perceval Allen, John Coates (en), Francis Brann et Harry Plunket Greene. Le but de la visite est la présentation de la musique classique de l'école britannique moderne,. Le critique du Ménestrel écrit : « Miss Perceval Allen possède une voix claire et vibrante, qui s'est unie admirablement à celle de Miss Marie Brema pour interpréter avec aisance les soli pour voix de femmes, si difficiles dans la Symphonie avec chœurs. ».
En janvier 1908, elle organise trois concerts donnés à Bruxelles, dans lesquels Gervase Elwes la rejoint dans le quatuor des solistes du Liebeslieder de Brahms.
En 1910-11, elle organise sa propre saison d'opéra au Savoy Theatre à Londres, dirigée par Frank Bridge, chantant Orphée et Eurydice en anglais. Selon Henry Wood, « son entraînement au chant avec chœur pour projeter la diction dans l'auditorium était merveilleuse et impénétrable ». En 1912, elle tourne dans les provinces avec la Denhof Opera Company basée à Édimbourg. En 1913, Geoffrey Toye dirige la musique des principaux théâtres de Londres et la saison opératique de Marie Brema au Savoy Theatre. Après cela, elle se retire de la scène.

### Activités à la retraite
Marie Brema se retire du théâtre et du concert pour fonder à Londres, en 1911, une école de chant scénique qu'elle a placée sous le vocable d'Orphée. Après sa retraite, elle devient directrice de la classe d'opéra au Royal Manchester College of Music. Luella Paikin et Heddle Nash (en) ont été parmi ses élèves. Elle a été présidente de la Society of Women Musicians en 1917-1918
Elle meurt à Manchester, le 22 mars 1925, à 69 ans, de causes non connues.

## Famille
Tita Brand, la fille de Marie Brema et d'Arthur Frederick Braun, a épousé le savant, poète et écrivain belge Emile Cammaerts. Après le déclenchement de la guerre en 1914, Sir Edward Elgar a composé un accompagnement symphonique Carillon pour un poème patriotique Chantons, Belges, Chantons de Cammaerts qui a d'abord été interprété avec récitation par Tita Brand qui a eu une carrière d'actrice, était une grande femme avec une voix profonde, capable de réciter Bergliot de Grieg de manière audible par-dessus un orchestre insoumis dirigé par Henry Wood.